# Втечняване
Втечняването е физичен процес, при който вещество преминава от газообразно или твърдо агрегатно състояние в течно. Това може да стане чрез охлаждане, увеличаване на налягането или комбинация от двете.
В геологията подобен феномен, наречен ликвефакция (на латински: liquor – течност, на английски: faction – фракция), се наблюдава, когато почва с високо съдържание на вода, подложена на силни вибрации, временно губи твърдостта и стабилността си и започва да се държи като течност. Това явление обикновено се свързва със земетресения, но може да бъде предизвикано и от други интензивни динамични въздействия.